# MIDAS 10
MIDAS 10 (ang. Missile Defense Alarm System) – amerykański satelita obrony przeciwrakietowej zbudowany w ramach programu MIDAS. Zadaniem należącego do US Air Force satelity miało być wykrywanie startujących wrogich rakiet balistycznych. Wraz z nim wyniesiono także satelity SECOR 6 i ERS 16. W wyniku awarii satelita nie osiągnął planowanej orbity. Satelita znany był także jako RTS-1 (Research Test Series 1).

## Budowa i działanie

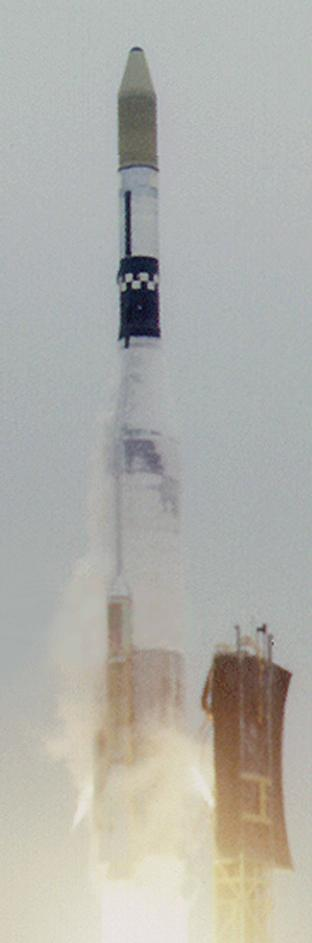
Start rakiety Atlas Agena D z satelitą MIDAS 10 na pokładzie.

Bazując na doświadczeniach zdobytych przy budowie wcześniejszych satelitów z serii MIDAS, firma Aerojet opracowała zmodernizowaną serię satelitów tego typu. Nowe satelity zostały opracowane z myślą o wykrywaniu wrogich pocisków wystrzeliwanych z okrętów podwodnych i pocisków balistycznych średniego zasięgu. Cele te w porównaniu do pocisków dalekiego zasięgu emitowały mniej ciepła, przez co były trudniejsze do wykrycia. W celu polepszenia właściwości detekcyjnych MIDAS 10 otrzymał nowy teleskop wykrywający emisję podczerwieni pracujących silników rakietowych, w skład którego wchodziły m.in. nowe filtry optyczne i 442 detektory podczerwieni z siarczku ołowiu. Nowy teleskop dzięki zmianom, miał w porównaniu do starszych satelitów MIDAS, lepszą rozdzielczość, wynoszącą 30 sekund kątowych .

## Misja
Misja rozpoczęła się 9 czerwca 1966 roku, kiedy rakieta Atlas Agena D wyniosła z kosmodromu Vandenberg na niską orbitę okołoziemską 10. satelitę z serii MIDAS. Po znalezieniu się na orbicie MIDAS 10 otrzymał oznaczenie COSPAR 1966-051A. Nie doszło do drugiego odpalenia silnika członu Agena, w związku z tym satelita zamiast wejść na orbitę kołową, pozostał na tymczasowej wydłużonej eliptycznej orbicie parkingowej. Następnie człon Agena podczas prób stabilizacji, wykorzystał cały zapas paliwa rakietowego. Z powodu przebywania na niewłaściwej orbicie i braku możliwości stabilizacji nie wykonano żadnych testów możliwości optycznych satelity.
Satelita spłonął w atmosferze 3 grudnia 1966 roku .